# Miraí (ort)
Miraí är en ort i Brasilien.   Den ligger i kommunen Miraí och delstaten Minas Gerais, i den sydöstra delen av landet, 800 km sydost om huvudstaden Brasília. Miraí ligger 343 meter över havet och antalet invånare är 8 499.
Terrängen runt Miraí är kuperad. Miraí är det största samhället i trakten.
Omgivningarna runt Miraí är huvudsakligen savann. Runt Miraí är det glesbefolkat, med 19 invånare per kvadratkilometer.